# テコア
テコア(英語:Tekoa)は、旧約聖書に登場するユダ族の町の名前である。
エルサレムの南18.2kmにあり、海抜822メートルの丘の上にある。
この町は、南ユダ王国初代王レハブアム王が要害を固めた町であり、預言者アモスの出身地である。バビロン捕囚後ネヘミヤの時代に、テコアの住民はエルサレム城壁再建を助けた。